# Projekt Runeberg
Projekt Runeberg – biblioteka cyfrowa wzorowana na Projekcie Gutenberg, inicjatywa umieszczenia w Internecie wolnodostępnych elektronicznych wersji dzieł nordyckiej literatury i sztuki. W ramach projektu publikowane są wyłącznie teksty i ilustracje starsze niż 70 lat (od śmierci twórcy), czyli niechronione już prawem autorskim majątkowym.
Projekt został rozpoczęty w 1992 roku, jego nazwa pochodzi od nazwiska narodowego poety Finlandii Johana Ludviga Runeberga. Ponieważ siedziba projektu jest w Szwecji, początkowo publikowano utwory w języku szwedzkim. Potem dodano język islandzki, udostępniając stare islandzkie sagi z epoki wikingów. W 1993 lub 1994 dodano utwory w języku fińskim, a następnie w języku lapońskim i estońskim. Językiem roboczym projektu jest język angielski. 
W 2012 roku w ramach współpracy z Pomorską Biblioteką Cyfrową w projekcie umieszczono książkę Karla Gustawa Felleniusa Några svensk-polska minnen („Kilka szwedzko-polskich wspomnień”) przechowywaną w Bibliotece Uniwersytetu Gdańskiego. 
Działanie projektu Runeberg oparte jest na technologii Wiki – w sieci umieszczane są fotokopie stron danych dzieł oraz ich surowa postać po przetworzeniu przez OCR. Odwiedzający WWW dokonują korekty.